# Przeciszów
Przeciszów (niem. Hartmansdorf) – wieś w Polsce, położona w województwie małopolskim, w powiecie oświęcimskim, siedziba gminy Przeciszów. We wsi krzyżują się droga krajowa 44 z drogą wojewódzką 949.
Przeciszów z licznymi stawami należy do Doliny Karpia. Wieś założono w XIII w. Od XV do XVIII w Przeciszowie rezydował ród Myszkowskich, zasiadający w senacie I Rzeczypospolitej aż po wiek XVIII. Dzięki nim we wsi na wielką skalę rozwinęła się hodowla karpia. Stawy przyrębskie, gdzie występuje ponad 200 gatunków ptaków, zostały wpisane na listę Natura 2000.

## Nazwa
Nazwa Przeciszów jest nazwą dzierżawczą od jednej z form imienia Przedsław. W gwarze ludowej wymawiana jako Przejców. Po raz pierwszy wzmiankowana została w 1396 roku jako Przecznow.
Kwestią sporną jest identyfikowanie Przeciszowa ze wzmiankowaną wcześniej w okolicy w innym wypadku zaginioną wsią Hartmansdorf (Hartundisdorff w 1292, parafia Villa Hertmanni w 1326 i Hartmansdorff w 1400).
| SIMC    | Nazwa            | Rodzaj     |
| ------- | ---------------- | ---------- |
| 0065525 | Boconek          | część wsi  |
| 0065531 | Dół              | część wsi  |
| 0065548 | Góra             | część wsi  |
| 0065590 | Łowiczki Księże  | przysiółek |
| 0065608 | Łowiczki Pańskie | przysiółek |
| 0065554 | Nawsie           | część wsi  |
| 0065560 | Podlesie         | część wsi  |
| 0065614 | Przyrąb          | przysiółek |
| 0065577 | Tarliska         | część wsi  |
| 0065583 | Zamłynie         | część wsi  |

Wschodnią część wsi stanowi dawniej odrębna miejscowość, a następnie przysiółek, Koło Lipowieckie.

## Historia
Otoczenie Przeciszowa było obszarem intensywnego osadnictwa już w XIII wieku na terenie kasztelanii oświęcimskiej. Miejscowość leży na trasie jednego z głównych średniowiecznych szlaków handlowych, wiodący z Ukrainy przez Kraków, Skawinę, Zator, Oświęcim, dalej do krajów niemieckich i Włoch. Drogą wożono w kierunku Wrocławia sól wysokiej jakości, zwaną na Zachodzie oświęcimską. Obok soli był jeszcze jeden artykuł handlu – woły, których liczba ok. połowy XV w. sięgała kilku tysięcy sztuk rocznie. Dostarczały ich zwłaszcza okolice Jarosławia, Rzeszowa, a nawet szły one jako tranzyt z Mołdawii. Pierwsza wzmianka w postaci Przecznow wystąpiła jednak dopiero w 1396 (wymieniono ją również w sfałszowanym dokumencie datowanym na rok 1384). Stąd część badaczy utożsamia ją z wcześniej wzmiankowaną wsią Hartundisdorff, wymienioną w dokumencie lokacyjnym miasta Zator, wystawionym 10 listopada 1292, a znanym z odpisu z 1569. Później wzmiankowano ją w spisie parafii dekanatu Zator w roku 1326 jako Villa Hertmanni. W 1400 roku nazwa ta pojawiła się po raz ostatni jako Hartmansdorff, czyli rok po tym gdy pojawiła się nazwa Przecznow.
Tak więc można by założyć, że miejscowość została założona w XIII wieku najpewniej przez rycerzy niemieckich. Historia wsi nierozerwalnie związana jest z dziejami Księstwa Oświęcimsko – Zatorskiego. Przez Przeciszów biegła trasa przemarszu wojsk tatarskich, które po zdobyciu Krakowa w dniu 22 marca 1241 r. skierowały się na Śląsk. Oprócz grupy Baidara przez Zator i Oświęcim przechodziły także wojska Burondaja w czasie kolejnego najazdu w latach 1259–1260. Pierwsza pisemna wzmianka o Przeciszowie pochodzi z 10 listopada 1292 parafia została założona najprawdopodobniej w latach 40. XIV w.
Z XIX w. pochodzi informacja dotycząca małżeństwa Jana II z siostrą bądź bardzo bliska krewną Jagiełły – Jadwigą. W dokumencie z 23 lutego 1396 książę oświęcimski nadał jej tytułem oprawy Zator, Spytkowice, Osiek, a także Przeciszów, co następnie król czeski Wacław potwierdził.
Wiek XVI przynosi pewne zmiany na terenie Księstwa. W okresie wojen husyckich zostają usunięci niemieccy dzierżawcy Przeciszowa, a książęta oświęcimscy w 1437 oddają wieś w zastaw mieszczaninowi krakowskiemu Jerzemu Szwarcowi. Olbrzymie znaczenie dla Przeciszowa ma przybycie na teren księstwa wojewodzica łęczyckiego – Dzierżka z Rytwian herbu Jastrzębiec, będącego zarazem bliskim krewnym arcybiskupa gnieźnieńskiego.
Według tradycji rodzimej Myszkowscy mieli pojawić się tam jeszcze w XIV w. Protoplasta rodu Jan miał otrzymać z rąk swego brata arcybiskupa gnieźnieńskiego Wojciecha Jastrzębca majątek Przeciszów w Księstwie Oświęcimskim, Mirów w woj. krakowskim i Lutultów w Ziemi Wileńskiej. Potomkowie tegoż Jana pisali się od nazw tych majątków, tzn. z Przeciszowa i Mirowa, a nazwisko przybrali od wsi Myszkowa należącej do dóbr mirowskich. Członkowie tego rodu byli marszałkami, wojewodami, biskupami, kasztelanami i z racji tego zasiadali w senacie I Rzeczypospolitej aż po wiek XVIII.
Myszkowscy poświęcali wiele uwagi rozwojowi hodowli ryb, a w samym Przeciszowie posiadali trzy stawy: Wawrzek, Kasztelan i Myszkowski. Właściciel Przeciszowa Zygmunt Myszkowski i posiadacz Spytkowic, syn Wawrzyńca – Mikołaj Myszkowski byli zwolennikami reformacji. Rozpropagowali na terenie wsi kalwinizm. Za ich przykładem na religię tę przeszli chłopi, co było ewenementem na owe czasy, bowiem wyznanie uznawano za szlacheckie. W 1578 r. za sprawą biskupa krakowskiego Piotra Myszkowskiego bez większych trudności powrócił katolicyzm.
Miejscowa ludność miała okazję zobaczyć:
- przejazd Kazimierza Jagiellończyka i Władysława Jagiellończyka (1471 r.),
- przejazd Władysława IV (1574 r.),
- ucieczkę Henryka Walezego do Francji (1574 r.),
- podróż do Krakowa przyszłej królowej Polski Elżbieta Rakuszanka (1454 r.),
- podróż do Krakowa przyszłej królowej Bony z Włoch (1518 r.).

W 1595 roku wieś położona w powiecie śląskim województwa krakowskiego była własnością Aleksandra Myszkowskiego. W latach 1975–1998 wieś administracyjnie należała do województwa bielskiego.
W XVIII w. tylko raz głośno było o Przeciszowie za sprawą rekrutów. Pod koniec stulecia miało miejsce pewne wydarzenie, które zbulwersowało miejscową ludność. Ukrywający się przed poborem parobkowie przeciszowscy zamordowali 16 lipca 1797 r. włosienickiego wójta w tamtejszej karczmie „Wygrana”. W wyniku śledztwa przeprowadzonego przez ekonoma włosienickiego Jacentego Orzechowskiego czterech rekrutów stanęło przed zwierzchnością w celu wyjaśnienia przyczyn tragedii.
Ostatnim właścicielem z Myszkowskich byli wnukowie Zygmunta: Ferdynand i Władysław. Ich ojciec Zygmunt (tak jak dziad, lecz katolik) wraz ze stryjami utworzyli za zgodą sejmu ordynację w Pińczowie. Jedynymi spadkobiercami tejże fortuny byli Ferdynand i Władysław, toteż dobra przeciszowskie przekazano na rzecz Konwentu Dominikanów Krakowskich.
Wszyscy właściciele Przeciszowa z rodu Myszkowskich od 1441 r. do XVIII w.:
- Mikołaj „Starszy” Myszkowski
- Piotr i Paweł Myszkowscy
- Jan Myszkowski
- Jerzy Myszkowski
- Wawrzyniec Myszkowski
- Zygmunt Myszkowski
- Ferdynand i Władysław Myszkowscy.

Po rozbiorach Polski wieś pozostawała w rękach austriackich. Kolejnymi właścicielami byli:
- Łucja Przyrębska (pocz. XIX w.)
- Anna i Stanisław Wąsowicze (1830–1833).

Następnie, od 1833 r. aż do II wojny światowej Przeciszów należał do rodu Potockich. Właścicielami wsi byli m.in.:
- Aleksander Potocki (1833–1845)
- Maurycy Eustachy Potocki (1845–1872).

Pierwsze przymiarki do budowy szkoły poczyniono w 1842 r. Hrabia Maurycy Eustachy Potocki zaproponował: materiały budowlane, pewną kwotę pieniędzy na pensję nauczyciela i opał na zimę (pod warunkiem wyłożenia przez gminę pewnych środków na ten cel). Jednakże do zrealizowania tych planów nie doszło, bowiem jeden z deputowanych gromadzkich stwierdził: „Nasi ojcowie szkoły nie potrzebowali, żyli, toteż i my bez nauki się obejdziemy”. W dwa lata później mieszkańcy gminy sami postanowili się opodatkować na budowę szkoły. Swą pomoc zadeklarował także miejscowy proboszcz. Jednak cała realizacja była bardzo powolna, aż w końcu hrabia Potocki wycofał się z projektu.
W 1860 r. zakończono budowę szkoły w Przeciszowie (dziś dom nauczyciela). Budynek oprócz izb szkolnych obejmował mieszkanie dla dyrektora szkoły. Początkowo planowano budowę na Nowsiu, jednakże „to miejsce daleko od kościoła i nie bardzo przystępne było”. Drewniany budynek kryty słomą został w 1888 r. zastąpiony murowanym. Nowa szkoła składała się z trzech sal lekcyjnych, kancelarii i bursy nauczycielskiej. Wyposażona została w nowe stoły, ławki i tablice. Pierwszym kierownikiem szkoły został Teofil Andrusikiewicz ze Stryszowa, który pokonał trzech innych kandydatów. Uczący w niej byli wykwalifikowanymi nauczycielami, a nie jak w innych wsiach – pisarze gminni, organiści czy nawet szewcy.
Mieszkańcy wsi niezbyt chętnie chodzili do szkoły. W 1869 r. tylko 84 dzieci uczęszczało na lekcje na 337 zapisanych. Na zajęcia szkółki niedzielnej – prowadzone przez dyrektora szkoły Teofila Andrusikiewicza – nie przychodził nikt, choć zapisanych było 145 chętnych. Rok później nauki nie rozpoczęto nawet pierwszego listopada, bowiem dzieci były zajęte w gospodarstwach.
W 1884 r. uruchomiono linię kolejową łącząca Oświęcim z Podgórzem. Wieś posiadała własną stację kolejową wraz z zabudowaniami.
W pierwszych przewodnikach po tych ziemiach wydanych w XIX w. tak oto pisano o Przeciszowie: „Przeciszów, Przecziszów, Przecziczow, w gwarze ludowej Przejców, wieś przy ujściu Stronika (tak zwano dawniej potok Bachórz) do Wisły, przy gościńcu z Zatora do Oświęcimia, przy torze kolei żelaznej Podgórze – Oświęcim, z własną stacją kolejową, posiadający szkołę ludową murowaną 2 klasową, na terenie którego znajdowały się w 1890 r. 3 karczmy, gorzelnie, młyn, cegielnia i 4 folwarki.
Przed II wojną światową istniał Związek Młodzieży Wiejskiej, Policja Państwowa, OSP (zał. 1911 r.), Akcja Katolicka i szkółka niedzielna. Działała również synagoga przy obecnej ul. Krakowskiej, niedaleko mostu i kapliczki św. Jana Nepomucena. Wtedy też założono drugą szkołę, w Przeciszowie – Podlesiu.
W czasie okupacji rodzina Matlaków (Józef, Józefa, Ludwika i Magdalena) udzieliła schronienia i pomocy Hani Gross. Za okazaną pomoc członkowie rodziny Matlaków zostali uhonorowani medalem Sprawiedliwy wśród Narodów Świata.
Po zakończeniu wojny wieś została zelektryfikowana. W latach 60. zainstalowano wodociąg, a tuż po nim gazociąg. Wybudowano dwie nowe szkoły, dom kultury, dziesiątki km utwardzonych dróg.
Budowa nowej szkoły w Przeciszowie stała się koniecznością, dlatego w lutym 1963 r. powołano Komitet Budowy Szkoły. Po znalezieniu odpowiedniego miejsca w sierpniu 1964 roku Ochotnicze Hufce Pracy przystąpiły do działania. 29 sierpnia 1965 roku odbyła się uroczystość otwarcia szkoły i nadania jej imienia Ignacego Fika. Nowy budynek szkolny miał 7-izb lekcyjnych, gdzie realizowano program 8-letniej szkoły podstawowej. W roku szkolnym 1984/85 oddano do użytku obiekty sportowe, a w latach 1989–92 dobudowano drugie piętro. 1 października 2005 r. uroczyście obchodzono 40-lecie szkoły.
W latach 90. rozbudowano ośrodek zdrowia, szkołę, sieć abonentów telefonicznych, a wzdłuż dróg pojawiły się chodniki i kosze na śmieci. 
Od 2005 r. Gminna Biblioteka Publiczna w Przeciszowie wydaje gazetę „Wieści Gminy Przeciszów”. Od 2006 r. w lipcu odbywa się Święto Gminy Przeciszów.
Od 2011 r. trwają starania na rzecz powstania w Przeciszowie kopalni węgla kamiennego.
W latach 1954-1972 wieś była siedzibą gromady Przeciszów.

### Edukacja
Nową szkołę w Przeciszowie-Podlesiu zbudowano w 1974 r. 
W 2006 w dawnym przedszkolu w Przeciszowie-Las powstała filia Warsztatów Terapii Zajęciowej w Chełmku, prowadzonych przez Fundację im. Brata Alberta.

## Transport
Przez wieś przebiegają drogi
- DK44: Gliwice - Przeciszów - Kraków
- DW949: Jawiszowice - Polanka Wielka - Przeciszów
- powiatowa 1762K Przeciszów - Piotrowice - Gierałtowice
- powiatowa 1895K Oświęcim - Dwory - Las - Przeciszów[12]

94 Linia kolejowa nr 94
W Przeciszowie znajduje się stacja kolejowa Przeciszów.

## Zabytki
Obiekt wpisany do rejestru zabytków nieruchomych województwa małopolskiego.

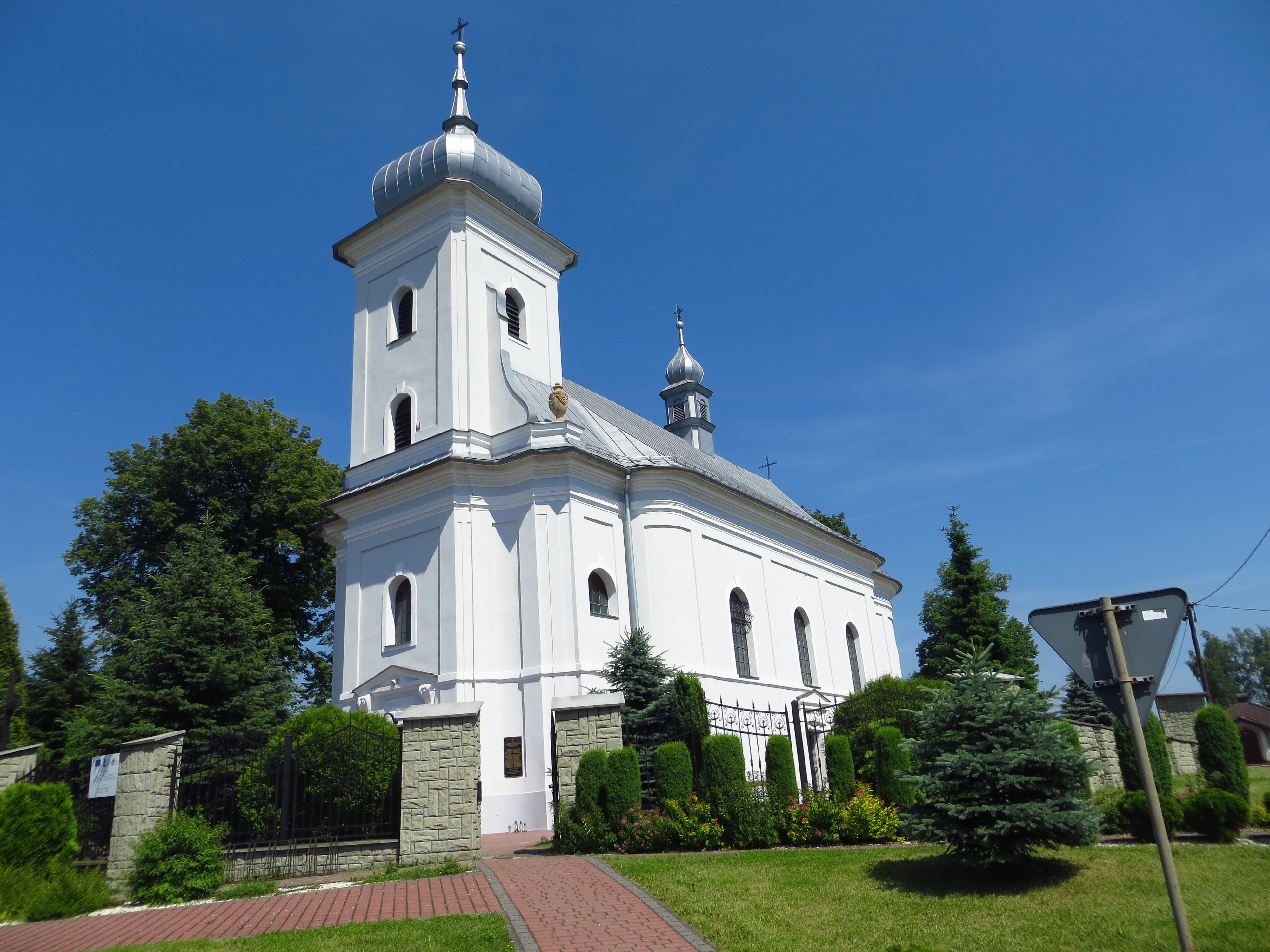
Kościół parafialny w Przeciszowie

- Kościół pw. św. Jana Chrzciciela, ogrodzenie, otoczenie, drzewostan.
Kościół zbudowany w latach 1816–1823 według projektu Józefa Heintzego. Obiekt murowany, jednonawowy, w stylu neobarokowym z kwadratową wieżą. Oprócz ołtarza głównego znajdują się tam dwa boczne: św. Rodziny i Najświętszego Serca Pana Jezusa. Ołtarze są ozdobione rzeźbami, figurkami i obrazami. W kościele znajdują się również obrazy Męki Pańskiej, św. Łucji, Matki Boskiej Cudownej (umieszczony tam po przeniesieniu z kapliczki w 2003 roku) oraz organy na miejscu starszych z 1872 roku, drewniana chrzcielnica z XVI wieku oraz rokokowa ambona z XIX wieku. przeniesiona z klasztoru Dominikanów w Oświęcimiu. Podobne ambony w kształcie łodzi posiadają kościoły w Tyńcu i Osieku. W ołtarzu głównym znajduje się słynący łaskami obraz Matki Boskiej.
Kościół został wyremontowany w drugiej połowie XIX wieku, dzięki wsparciu Bartłomieja Sanaka, który w 1850 roku wrócił do Przeciszowa – po 12-letnim pobycie w austriackim wojsku. Z zaoszczędzonych pieniędzy postanowił wybudować stajnie. Podczas prac przy fundamentach jego służący Jan wykopał 15-litrowy garnek pełen złotych i srebrnych monet. Dzięki temu Bartłomiej Sanak żył dostatnie do końca życia. Większość pieniędzy przekazał jednak na kościół w Przeciszowie, przez co obiekt został odpowiednio zabezpieczony, wyremontowany i uzyskał barokowy wystrój.

### Kapliczki i krzyże przydrożne

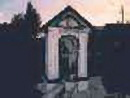
Kaplica św. Jana Nepomucena

- Kaplica św. Jana Nepomucena – najstarsza kapliczka w Przeciszowie, obok mostu przy ulicy Krakowskiej, nad potokiem Bachórz. Pochodzi z 1680 r. To wspaniały zabytek, wewnątrz znajduje się piękna figurka św. Jana Nepomucena. W 2003 r. kapliczka przebyła gruntowną renowację, zmieniła kolor z białego na różowy, wymieniono też dach. O jej powstaniu opowiada pewna legenda. Dawniej nie było mostów. Chcąc przejechać przez rzekę, trzeba było użyć kłody drzew. Tak też było tym razem. Para młoda wraz z gośćmi weselnymi jechała z wesela. Wracając po zabawie weselnej woda w rzece wezbrała. Goście nie zważali na to i wszyscy wpadli do wody. Prosili Boga o ocalenie i złożyli przysięgę, że jeśli przeżyją, odwdzięczą się wybudowaniem kapliczki w tym miejscu. Przeżyli wszyscy i jak postanowili tak uczynili.

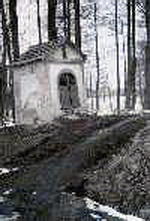
Kaplica Matki Boskiej Cudownej

- Kaplica Matki Boskiej Cudownej – zlokalizowana na końcu ulicy Cichej. Zbudowana została w 1828 roku przez Andrzeja Sanaka. Był on dobrym gospodarzem, znajomym Myszkowskich. Jednak zachorował na śmiertelną w tamtych czasach chorobę – zapalenie płuc. Gdy jego stan coraz bardziej się pogarszał zaczął prosić Matkę Boską o wyzdrowienie. Wtedy to przyrzekł, że wybuduje na cześć Matki Boskiej kaplicę. Tak też uczynił. Kaplica powstała na miejscu pierwszego kościoła w Przeciszowie pod wezwaniem św. Urbana oraz pierwszego cmentarza. Podczas budowy kapliczki nagle spod jej fundamentów zaczęła płynąć woda. Była ona cudowna, ponieważ, gdy ktoś przemył nią chore oczy to choroba znikała. Legenda głosi, że w Przeciszowie mieszkał kościelny, który miał troje lub czworo dzieci. Z kościoła było mało przychodów, a dzieciom trzeba było zapewnić jedzenie, więc lubił coś ukraść. Pewnego razu ukradł słoninę i włożył do źródełka, które znajdowało się pod koło kapliczki. Niedługo po tym źródełko wyschło i zmieniło ujście. Studnia za kapliczką, skąd wypływało źródło, jest tam do dziś, lecz w zaroślach trudno ją dostrzec i jest w złym stanie. W kaplicy znajdowały się obrazy: św. Stanisława, Matki Boskiej Częstochowskiej na skórze z 1917 roku i Matki Boskiej Cudownej. Ten ostatni znajduje się obecnie w kościele, po lewej stronie, przy ołtarzu. Obecnie w kapliczce jest mały obraz przedstawiający Matkę Boską, a nad Jej głową królów polskich. Jeszcze kilkanaście lat temu kaplica była odwiedzana przez wiernych dwa razy do roku: w maju i w sierpniu. Dawniej była ona w miejscu ruchliwym, tam niegdyś była droga, która prowadziła z Nawsia do kościoła, oraz dróżka łącząca ulicę Wąską z Cichą. Obecnie stan kapliczki jest bardzo zły. Dzięki staraniom m.in. Klubu Ochrony Zabytków i mieszkańców być może wkrótce kapliczka zostanie zburzona i odbudowana od nowa na poprzedni wzór.
- Kaplica św. Izydora – znajduje się w polach za kościołem z ok. 1890 roku. Jest duża, koloru białego. Wewnątrz znajdują się trzy obrazy autorstwa Stanisława Łabzy. Przedstawiają tę właśnie kapliczkę w otoczeniu rolników i aniołów, św. Tomasza i św. Izydora. Poza nimi jest tam też obraz św. Dominika Savio. Kapliczka przeszła gruntowną renowację w 1993 roku. Z powstaniem kapliczki wiąże się pewna historia. Franciszek Sanak zachorował na zapalenie płuc. Choroba ta również dotknęła jego wujka, który żarliwie modląc się do Boga wyzdrowiał. Franciszek myślał, że jeśli jego wujkowi, udało się wyzdrowieć to jemu też się uda. Zbudował kapliczkę w tej intencji. Jednak choroba była silniejsza i Franciszek zmarł. Dziś kapliczka jest symbolem obfitości plonów w Przeciszowie.

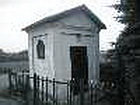
Kaplica Matki Boskiej Częstochowskiej

- Kaplica Matki Boskiej Częstochowskiej – mieści się na skrzyżowaniu ulic Podlesie i Krótkiej, pochodzi z 1923 roku. Jest to duży, biały, zadbany obiekt. Wewnątrz znajdują się piękne obrazy Matki Bożej, św. Tekli i św. Antoniego. Kapliczkę ufundowali państwo Wincenty i Tekla Parzymięso. Kiedyś postanowili oni, że wyjadą do Stanów Zjednoczonych. Zbudowali kapliczkę, aby nad ich krewnymi w Polsce czuwał Bóg i dobrze się im powodziło. W 1992 roku kapliczka przebyła renowację, pieniądze na nią przekazała rodzina Fuczków. Nad wejściem do kapliczki znajduje się łaciński napis o powstaniu i renowacji budowli.
- Kaplica Matki Boskiej – zlokalizowana jest przy ul. Długiej 72, powstała ok. 1860 roku. Jest niewielka, koloru białego. Kilka lat temu była odnawiana. Została zbudowana przez mieszkańca wsi o nazwisku Czuj. Był on biedny, ale dobry. Nastał taki czas, że jego dzieci zachorowały. Także połowa z jego zwierząt zdechła. Brakowało mu pieniędzy na pożywienie i lekarstwa. Postawił kapliczkę na cześć Boga, aby pomógł mu i jego rodzinie przetrwać ten ciężki okres.
- Krzyż kamienny – znajduje się obok budynku Urzędu Gminy.
- Krzyż drewniany – mieści się przy wlocie ulicy Łowiczki Księże do ul. Krakowskiej.

### Inne
- Spichlerz drewniany – zbudowany w XVII wieku, znajduje się w ogrodzie plebańskim. Przez setki lat służył proboszczom Przeciszowa do przechowywania zboża. Obecnie wisi na nim tabliczka „Obiekt zabytkowy”. Gruntowną renowację przebył w 2003 roku.
- Zespół podworski – w 1793 r. zbudowano dwór – Leśniczówkę, rozebraną w 1953 r. Wokół dworu zbudowano nowy folwark – cały zespół budowli gospodarczych: rządcówkę[a] z 1860 r., gorzelnię, oborę, spichlerz i stary młyn. Na jego terenie w 1950 r. powstała Rolnicza Spółdzielnia Produkcyjna im. 1 Maja (RSP). Wkrótce wybudowano nowy pawilon, siedzibę firmy, sklepu i sali weselnej, a także budynki gospodarcze i silosy.
- Zabudowania stacyjne – budynek dworca z 1883 r., magazyn i budynek magazynowy. Przez Przeciszów przebiegała uruchomiona w 1884 r. linia kolejowa Oświęcim – Podgórze. Gmach dworca to typowy obiekt, jakich dziesiątki powstawały wtedy wzdłuż Karpat. Był on powodem zazdrości mieszkańców okolicznych wsi, którzy urządzali sobie do niego niedzielne wycieczki. Obecnie znajduje się w złym stanie, przede wszystkim z zewnątrz. Obok budynku zabytkowa, zielona studnia.
- Stare, drewniane domostwa – obiekty o budowie zrębowej pochodzące z końca XIX i początków XX w., mające charakterystyczne poziome niebieskie pasy, które są niespotykane w okolicy. Podobnie malowane domy można spotkać w Kaszowie i Morawicy (pod Krakowem). Wśród zabudowań gospodarczych występują wieloboczne stodoły charakterystyczne dla terenów w trójkącie Pszczyna – Oświęcim – Kaszów. Kilka najcenniejszych budynków w Przeciszowie znajduje się obecnie w skansenie w Wygiełzowie.
- Drewniana zagroda w Łowiczkach – zabudowania pochodzące z XIX wieku. Składa się z części mieszkalnej, murowanej piwnicy i spichlerza. Zagroda jest przykładem drewnianej architektury Zachodniej Małopolski. Zachował się bogaty, tradycyjny wystrój wnętrz chałupy.

Nieistniejące zabytki Przeciszowa
- Leśniczówka – pałacyk, cenny zabytek (według dawnej klasyfikacji był to zabytek klasy zerowej), wzniesiony w 1793 roku. Znajdował się przy obecnej ulicy Szkolnej, naprzeciw współczesnej stacji paliw. Piękny, średniej wielkości obiekt z krużgankiem z czterema kolumnami, parterowy, z poddaszem. Wewnątrz znajdowały się bogato urządzone sale (meble, obrazy, dywany). Za nim mieścił się ogród. Jedna z siedzib rodu Potockich. W okresie międzywojennym mieszkała tam hrabina Potocka, właścicielka Przeciszowa. W czasie wojny i po niej w dużej części rozrabowana i zaniedbana. W 1953 roku rozebrana przez ludzi z PZPR-u. Cegłę sprzedano lub zakopano. Obecnie nie ma po niej śladu, a na jej miejscu znajdują się zabudowania gospodarcze RSP.
- Stara plebania – parterowy obiekt z łamanym polskim dachem z 1791 roku. W latach 70. XX w. jej dach został pokryty drobnym eternitem przez proboszcza ks. Kapuścińskiego. Jeden z najpiękniejszych przykładów czterobocznych dworków. Stała w ogrodzie plebańskim, zrujnowana przez niekorzystne warunki pogodowe, głównie mrozy oraz przeciekający dach, zburzona w 2003 roku.
- Zabudowania gospodarcze – obiekty pochodzące z XIX w. zlokalizowane w ogrodzie plebańskim, zburzone po II wojnie światowej.
- Obora – budynek wzniesiony w XIX wieku, stojący w ogrodzie plebańskim nieopodal starej plebanii, zburzony w 2003 roku.== Historia ==

Otoczenie Przeciszowa było obszarem intensywnego osadnictwa już w XIII wieku na terenie kasztelanii oświęcimskiej. Miejscowość leży na trasie jednego z głównych średniowiecznych szlaków handlowych, wiodący z Ukrainy przez Kraków, Skawinę, Zator, Oświęcim, dalej do krajów niemieckich i Włoch. Drogą wożono w kierunku Wrocławia sól wysokiej jakości, zwaną na Zachodzie oświęcimską. Obok soli był jeszcze jeden artykuł handlu – woły, których liczba ok. połowy XV w. sięgała kilku tysięcy sztuk rocznie. Dostarczały ich zwłaszcza okolice Jarosławia, Rzeszowa, a nawet szły one jako tranzyt z Mołdawii. Pierwsza wzmianka w postaci Przecznow wystąpiła jednak dopiero w 1396 (wymieniono ją również w sfałszowanym dokumencie datowanym na rok 1384). Stąd część badaczy utożsamia ją z wcześniej wzmiankowaną wsią Hartundisdorff, wymienioną w dokumencie lokacyjnym miasta Zator, wystawionym 10 listopada 1292, a znanym z odpisu z 1569. Później wzmiankowano ją w spisie parafii dekanatu Zator w roku 1326 jako Villa Hertmanni. W 1400 roku nazwa ta pojawiła się po raz ostatni jako Hartmansdorff, czyli rok po tym gdy pojawiła się nazwa Przecznow.

## Geografia
Wieś usytuowana jest w obrębie Makroregionu Kotliny Oświęcimskiej, w której wyróżnione są dwa mezoregiony:
- w części północnej – Dolina Górnej Wisły,
- w części południowej – Podgórze Wilamowickie.

Pod względem ukształtowania terenu w Przeciszowie można wyróżnić dwie formy tj. płaską (nizinna), oraz wysoczyznową o falistej wierzchowinie Podgórza Wilamowickiego. W części północnej występują lokalne tereny podmokłe i zabagnione.
Południowa część gminy Przeciszów, należąca do Pogórza Wilamowickiego, posiada charakter falisty o wierzchowinie wyniesionej do 280–290 m n.p.m.
Najbardziej urozmaicony obszar pod względem rzeźby i krajobrazu występuje w części środkowej i południowej wsi. Obszar ten charakteryzuje się wyrównanymi, szerokimi garbami oraz pojedynczymi wzgórzami, które są rozcięte siecią wąskich, głębokich i nieckowatych dolin.

### Klimat
Przeciszów położony jest w środkowoeuropejskiej strefie klimatycznej, gdzie następuje łączenie się wpływów klimatu kontynentalnego i morskiego. Obszar wsi stanowi przejście od tarnowskiej do podkarpackiej dzielnicy rolniczo-klimatycznej i leży w dolnej partii umiarkowanie ciepłego piętra klimatycznego.

### Wody
Przeciszów cechuje się dużą ilością wód powierzchniowych. W systemie hydrograficznym wyróżnić można cieki, rowy i stawy. Cały obszar wsi znajduje się w dorzeczu górnej Wisły i odwadniany jest przez potoki:
- Bachórz,
- Łowiczanka,
- Włosanka.

Wszystkie to prawe dopływy Wisły. Pod względem hydrograficznym 100% obszaru wsi odwadniane jest bezpośrednio przez cieki i rowy należące do prawostronnej zlewni rzeki Wisły, tworząc zlewnię I-rzędu.
Przez stawy przyrębskie przebiega Żółty Szlak Turystyczny Zabytków Ziemi Oświęcimskiej.

### Stawy

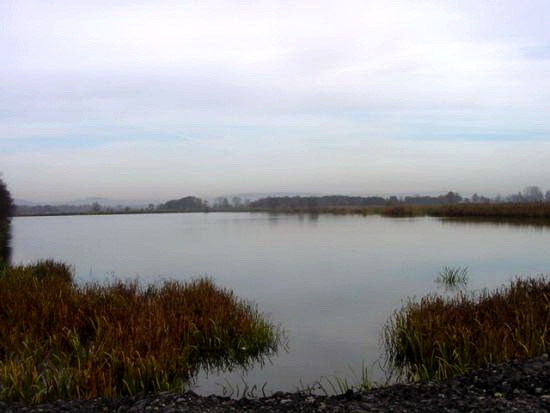
Stawy przyrębskie

- Stawy przyrębskie to zespół stawów położonych w północno-wschodniej części wsi. Stawy zlokalizowane w Dolinie Karpia (m.in. Przeciszów i Zator) są znane w całej Polsce jako miejsce hodowli karpia. Tradycje wykonywania stawów w tym rejonie sięgają średniowiecza. Przeciszowskie stawy są niezwykle cenne. Różnorodność siedlisk stwarza dogodne warunki bytowania wielu gatunkom zwierząt. Największym walorem obszaru są liczne gatunki ptaków. Obszar ten zakwalifikowany został do najcenniejszych ostoi ptaków w skali Europy w ramach Europejskiej Sieci Ekologicznej Natura 2000. Właścicielem stawów przyrębskich jest Zakład Doświadczalny w Zatorze.

Do największych stawów zaliczają się: Pastwiska, Kanonik, Przyręb, Nowieńczyk, Marysin Dolny, Górecznik Górny, Górecznik Dolny.
Ogółem odnotowano tu ponad 200 gatunków ptaków, z czego 124 to gatunki lęgowe, zaś 75 gatunków ptaków to gatunki przelotne. Występują tu m.in.: perkoz rdzawoszyi, perkoz zausznik, bąk, bączek, łabędź niemy, błotniak stawowy, kropiatka, sieweczka obrożna, rycyk, rybitwa zwyczajna, rybitwa czarna, rokitniczka, trzcinniczek, trzciniak, łysek oraz mewa mała. Stwierdzono też nieregularne gnieżdżenie się ślepowrona i rybitwy białowąsej.
Stawy pozbawione lustra wody jak również wyspy gęsto porośnięte roślinnością są miejscami legowiskami dla gniazdujących ptaków siewkowatych a także miejscem dla płazów oraz niektórych owadów.
Szatę roślinną stawów tworzą m.in. zespoły trzcin i oczeretów oraz szuwary wielkoturzycowe. Na groblach występują pasy zarośli wierzbowych oraz pojedyncze okazy wierzb. W sąsiedztwie stawów rozciągają się zbiorowiska łąk świeżych, fitocenozy pastwiskowe oraz synantropijne zespoły polne. Charakterystyczną rośliną jest kotewka orzech wodny.
- Stawy obok zespołu podworskiego to: Hocimów (w gwarze ludowej Hocmin), Przedpolański i Bachory.

### Flora
Obszar gminy Przeciszów według podziału geobotanicznego W. Szafera wchodzi w skład:
- Działu Północnego,
- Poddziału Pasa Kotlin Podgórskich,
- Krainy Kotliny Sandomierskiej,
- Okręgu Oświęcimskiego.

Należy do rejonów zróżnicowanych pod względem siedliskowym. Stosunkowo duży obszar (doliny Wisły, doliny potoku Bachórz i Łowiczanki) charakterystyczny jest dla niżowych łęgów olszowych i jesionowo-olszowych siedlisk wodogruntowych okresowo lekko zabagnionych.
Szata roślinna terenu wsi wykazuje wyraźne zróżnicowanie pozwalające na wyodrębnienie trzech rejonów:
- W części północnej dominują zbiorowiska łąkowe, o różnej wilgotności, w tym łąki zabagnione, z dużym udziałem m.in. turzyc, szczawika, knieci błotnej, babki lancetowatej oraz częściowo zmeliorowane stanowiące tereny pastwiskowe. W obszarze tym dominują liczne gatunki traw.

W północno-wschodniej części tego rejonu gminy wytworzyły się specyficzne zespoły roślinności związane z kompleksem stawów Przyrąb, wśród których przeważają zbiorowiska szuwarowe.
Zbiorowiska leśne tej części obszaru gminy związane są z rezerwatem „Przeciszów” zajmującym obszar ok. 86 ha, gdzie dominuje las mieszany z udziałem: dębu, grabu, lipy, sosny.
- W centralnej części gminy dominującą rolę odgrywają zbiorowiska roślinne o charakterze typowo rolniczym, użytkowane jako grunty pod uprawy zbożowe i roślin okopowych. Pod względem użytkowania terenu zajmują największą powierzchnię w tej części gminy.

We wschodniej części tego rejonu gminy występują dwa kompleksy leśne z udziałem dębu i sosny – są to Las Dulski i Bażantarnia (Łowiczki Pańskie). W tym rejonie zachowały się dęby o znacznych wymiarach.
Wśród zabudowy wiejskiej występuje roślinność synantropijna silnie związana m.in. z istniejącymi ogrodami przydomowymi, sadami, uprawami warzywniczymi. W części zachodniej, w dolinie potoku Bachórz, występują zbiorowiska roślin związanymi z tutejsze stawy a także zbiorowiska łąk nadrzecznych.
- W południowym rejonie gminy największą powierzchnię zajmują zbiorowiska roślinne pół uprawnych, jak również niezbyt duże powierzchnie łąk świeżych i wilgotnych. Występują liczne lokalne zadrzewienia i zakrzewienia śródpolne oraz wzdłuż cieków jako roślinność łęgowa.

Najliczniej odnotowane zostały gatunki roślin występujących na siedliskach leśnych – 110, łąkowych – 102, zaroślowych – 90 i nadwodnych – 93. Stosunkowo licznie notowane były gatunki rosnące na siedliskach ruderalnych – 73, natomiast liczba gatunków roślin odnotowanych na pozostałych siedliskach wynosiła: murawy piaszczyskowe – 29, rośliny wodne – 26, segetalne – 14, murawy kserotermiczne.
Na terenie wsi stwierdzono podczas badań florystycznych występowanie 9 gatunków roślin objętych ochroną ścisłą. Najliczniej reprezentowanym jest grzybieńczyk wodny. Inne to: kruszczyk szerokolistny, barwinek pospolity, kotewka orzech wodny, bluszcz pospolity, salwinia pływająca, skrzyp olbrzymi, wawrzynek wilczełyko i storczyk szerokolistny.
Z punktu widzenia walorów przyrodniczych na terenie gminy na uwagę zasługują:
- Rezerwat przyrody „Przeciszów” – zlokalizowany na granicy Przeciszowa-Podlesia i Lasu. Obejmuje las, od którego wzięła się nazwa sąsiedniej miejscowości.
- Aleja lipowa – osobliwy pomnik przyrody przy trasie Zator – Przeciszów. Tworzące ją drzewa liczą ponad 250 lat.
- Bażantarnia – lasek przy ul. Granicznej w Przeciszowie-Łowiczkach Pańskich. W drugiej połowie XIX wieku właściciel wsi Maurycy Eustachy Potocki założył tu hodowlę bażantów, od których wzięła się nazwa przysiółka. Bażanty hodowano na wolności, doglądając ich liczebności (nie można było na nie polować). Dawniej od strony południowej znajdował się tam cmentarz chorób zakaźnych. Zmarłych na te choroby grzebano zbiorowo na głębokości 3 metrów zalewając ciała gaszonym wapnem. Pochowano tam m.in. zmarłego na hiszpankę właściciela Przeciszowa Jana Myszkowskiego w 1750 r., szczątki pomnika jego grobu przetrwały do II wojny światowej.
- Ogród plebański – obejmuje tereny wzgórza w centrum wsi i niewielki lasek. Rosną tam drzewa liściaste (w tym dęby) oraz iglaste. Nieopodal znajduje się nieduży wąwóz ul. Wąskiej.

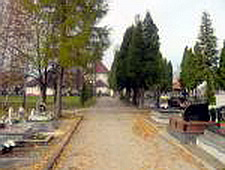
Cmentarz w Przeciszowie

- Zadrzewienie cmentarza – złożone z układu alejowego i szpalerowego, żywotnika zachodniego. Niektóre egzemplarze są dorosłe i posiadają charakter semipomnikowy.
- W gminie Przeciszów występują pomniki przyrody jako pojedyncze drzewa lub ich zgrupowania. Największym zgrupowaniem drzew – pomników przyrody na skarpie drogi do Piotrowic – jest 5 dębów szypułkowych. Pozostałe drzewa – pomniki przyrody (również dęby szypułkowe) zlokalizowane są pojedynczo na terenie RSP Przeciszów.

Z przeglądu i oceny 147 drzew przeprowadzonej w drugiej połowie 1999 r. na terenie gminy Przeciszów do ochrony pomnikowej wytypowano 21 egzemplarzy. W grupie tych drzew znajduje się 14 dębów szypułkowych, 5 lip drobnolistnych i 2 jesiony wyniosłe. Ponadto wytypowano 18 egzemplarzy drzew semipomnikowych, które w przyszłości mogą być objęte ochroną prawną. Są to głównie: dęby szypułkowe, klony zwyczajne, lipy drobnolistne, kasztanowce białe i grab pospolity.
21 grudnia 2006 r. wycięto dąb szypułkowy przy ul. Szkolnej, pomnik przyrody o obwodzie miał 585 cm. Miał ok. 750 lat. Według legendy siedziała pod nim królowa Bona.
W 2006 r. zniszczono również w dużej części zieleń przykościelną w formie okalającej ogrodzenie kościoła pod wezwaniem Narodzenia św. Jana Chrzciciela kolekcji lip drobnolistnych, przy czym 1 egzemplarz osiągał rozmiary drzewa pomnikowego, a pozostałe charakteryzowały się obwodami od 210 do 276 cm.

### Fauna
Bogato rozwinięta jest grupa kręgowców – szczególnie ptaków zarówno lądowych jak i błotno-stawowych, występująca szczególnie w dolinie Wisły, stanowiącej jeden z głównych szlaków sezonowych wędrówek ptaków w Polsce. Kompleks stawów występujący w obszarze zalewowym Wisły, stanowi miejsce ostoi i żerowania ptaków na szlaku przelotów.
Stwierdzono występowanie: myszołowa, pustułki, sowy – puszczyka, bociana białego, kukułki, dzięciołów – zielonego, zielonosiwego i dużego. Spośród ptaków śpiewających objętych ochroną obecne są: sikory, kosy, piecuszek, piegża, drozd śpiewak i wiele innych. Występuje również bażant.
Wśród ssaków licznie reprezentowana jest sarna, sporadycznie można spotkać dzika, natomiast z mniejszych ssaków występują gatunki pospolite: zając, lis, a także prawnie chroniony jeż zachodni, mające swoje ostoje m.in. w rezerwacie przyrody „Przeciszów”.
Na terenie kompleksu stawów prowadzona jest hodowla ryb, głównie karpia.

### Gleby
Typy i rodzaje gleb związane są z charakterem i pochodzeniem utworów powierzchniowych. Z punktu widzenia występowania skały macierzystej obszar gminy podzielić można na dwie części. Część północna do torów kolejowych PKP Kraków – Oświęcim odznacza się glebami wykształconymi z aluwiów rzeki Wisły o ciężkim poziomie ilastym lub gliniastym. Część południowa wsi zbudowana jest z utworów lessowych i lessowatych, które zostały osadzone warstwowo o różnej miąższości na utworach trzeciorzędowych.
Wśród gleb użytkowanych przez rolnictwo dominują gleby bielicowe i pseudobielicowe, wyługowane i brunatne właściwe oraz mady. W składzie mechanicznym gleb (gatunków gleb) przeważają zdecydowanie lessy i utwory lessowate zwykłe i ilaste oraz gleby ciężkie i średnie z udziałem glin średnich, pyłów zwykłych i pyłów ilastych. O wartości gleb gminy świadczą klasy bonitacyjne i kompleksy ich rolniczej przydatności.
Ok. 90% powierzchni wsi stanowią gleby dobre i średnie.

## Oświata i kultura

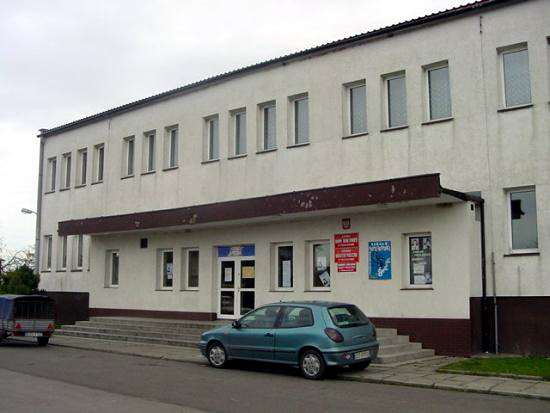
Dom kultury

Na terenie Przeciszowa znajdują się dwie szkoły:
1. Szkoła Podstawowa nr 1 (do 2020 r. nosiła imię Ignacego Fika)[16]
2. Szkoła Podstawowa nr 2 im. Jana Pawła II

Na terenie wsi znajduje się również przedszkole w Przeciszowie z filią w Przeciszowie-Podlesiu. Wymienione obiekty zaspokajają potrzeby mieszkańców.
W miejscowości znajdują się także: ośrodek zdrowia, ochotnicza straż pożarna (założona w 1911), dom kultury, a przy nim klub modelarski „Orzeł”, Klub Seniorów, Koło Gospodyń Wiejskich, zespół „Same Swoje”. W domu kultury mieści się też Gminna Biblioteka Publiczna, z której korzysta kilkuset mieszkańców. Biblioteka wydaje od 2005 r. kwartalnik „Wieści Gminy Przeciszów”.

## Gospodarka
W Przeciszowie przeważają branże o charakterze usługowo-produkcyjnym oraz handlowym. Działa kilka sklepów spożywczych, przemysłowych oraz odzieżowych.
Ze względu na pobliski park rozrywki Energylandia, w Przeciszowie zaczęły się pojawiać hotele i restauracje.
We wsi funkcjonuje od 1950 r. Rolnicza Spółdzielnia Produkcyjna (RSP) im. 1 Maja. Jest właścicielem licznych pól, kilku stawów rybnych, silosów oraz zespołu podworskiego. Pracę znajduje tam ok. 40 osób.

## Religia
Dominującą religią jest rzymski katolicyzm. W Przeciszowie znajduje się katolicka parafia pw. Narodzenia św Jana Chrzciciela. Chrześcijaństwo dotarło do wsi zapewne w X lub XI wieku. W XVI w. ludność przeszła na kalwinizm. Religia ta wprowadzona przez Zygmunta Myszkowskiego kojarzyła się chłopom głównie ze wzrostem obciążeń feudalnych, nie zaś reformą kościoła. Pańszczyzna wynosząca jeszcze za czasów Wawrzyńca Myszkowskiego „1 dzień w tygodniu wchodząc do pracy w godzinę po wschodzie słońca i schodząc z pracy na godzinę przed zachodem słońca” znacznie wzrosła w ciągu następnych lat. W 1578 r. za sprawą biskupa Piotra Myszkowskiego zatriumfował we wsi ponownie katolicyzm.
W 1880 r. przeprowadzony spis ludności wykazał, że na 2535 osób katolicy to 97%, a Żydzi 3%.

## Sport
W Przeciszowie działa „Ludowy Klub Sportowy Przeciszovia”.

## Osoby związane z Przeciszowem

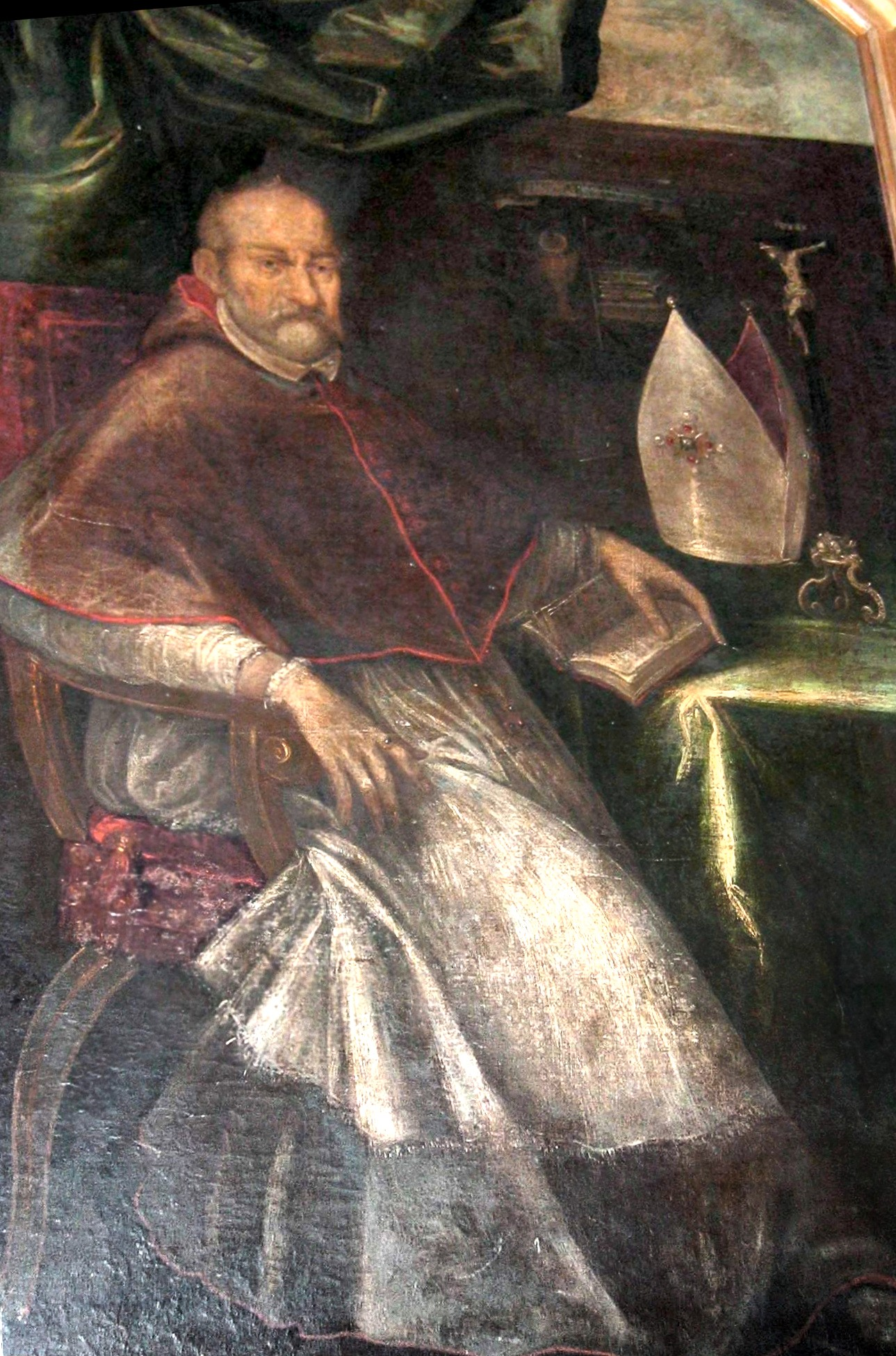
Biskup Piotr Myszkowski

- Piotr Myszkowski (ur. ok. 1450, zm. 1505) – hetman polny koronny w latach 1499–1501, wojewoda łęczycki i bełski, pisał się „z Przeciszowa”, a od 1501 r. „z Mirowa”.
- Piotr Myszkowski (ur. ok. 1510 w Przeciszowie, zm. 5 kwietnia 1591 w Krakowie) – biskup płocki i krakowski, przyjaciel i mecenas Jana Kochanowskiego.
- Stanisław Tomasik (ur. 29 kwietnia 1892 w Przeciszowie, zm. 12 grudnia 1983) – działacz społeczny i sportowy Oświęcimia i Wrocławia.
- Eugeniusz Fik (ur. 18 stycznia 1906 r. w Przeciszowie, zm. 18 kwietnia 1985 r. w Krakowie) – działacz harcerski i konspiracyjny w czasie II wojny światowej (ps. „Osk”), komendant Chorągwi Krakowskiej (1942–1943, 1945–1947, 1956–1959), po zakończeniu wojny drukarz w Krakowie, brat Ignacego.
- Ignacy Sanak (ur. 19 lutego 1907 w Przeciszowie, zm. 8 sierpnia 2013 w Bielsku-Białej) – działacz społeczny, pułkownik rezerwy, komendant powiatu Biała Związku Strzeleckiego (1932–1937), członek 21. Dywizji Piechoty Górskiej, w czasie II wojny światowej działacz konspiracyjny i zastępca komendanta ds. szkolenia i zaopatrzenia 12 Pułku Piechoty AK, po zakończeniu wojny nauczyciel historii.
- Ignacy Fik (ur. 4 kwietnia 1910 w Przeciszowie, zm. 26 listopada 1942 w Krakowie) – poeta, pisarz, działacz PPR, brat Eugeniusza.
- Józef Sanak (ur. 27 lipca 1917 w Przeciszowie, zm. 12 lutego 2008 w Bielsku-Białej) – ksiądz katolicki, więzień stalinowski, kapelan podbeskidzkiej „Solidarności” oraz proboszcz parafii pw. Opatrzności Bożej w Bielsku-Białej, autor książki Gorszy niż bandyta. Kapłan w stalinowskim więzieniu, wieloletni przyjaciel Karola Wojtyły.
- Władysław Balon (ur. 1920 w Przeciszowie, zm. 28 sierpnia 1942) – absolwent LO im. Marcina Wadowity w Wadowicach (matura w 1938 razem z Karolem Wojtyłą), oraz Szkoły Podchorążych Lotnictwa w Dęblinie, żołnierz kampanii wrześniowej, a następnie podporucznik pilot Dywizjonu 316 w Wielkiej Brytanii. Zginął w czasie lotu treningowego, gdy jego „Spitfire” nr AD 313 wpadł do morza nad zatoką Bridlington. Spoczywa na cmentarzu kościelnym St. Catherine w Leconfield.
- Stanisław Gorczyca (ur. 1920 w Przeciszowie, zm. 1998 w Krakowie) – profesor doktor habilitowany, pionier transmisyjnej mikroskopii elektronowej w Polsce, pracownik i wieloletni prorektor AGH w Krakowie oraz doktor honoris causa tej uczelni z 1994 r.
- Mieczysław Pawela (ur. 4 maja 1923 w Przeciszowie, zm. październik 2013 w Przeciszowie) – członek ZWZ i AK, który niósł pomoc więźniom Oświęcimia, po zakończeniu wojny walczył z komunistycznym ustrojem, za co go aresztowano i bito, od 1980 r. członek NSZZ „Solidarność”. Autor Dziejów Przejcowa. Otrzymał dwa wysokie odznaczenia.
- Łukasz Fuczek (ur. 1977 w Oświęcimiu) – wielokrotny mistrz Polski w konkursach modeli kartonowych, obecnie ceniony juror na tych zawodach i kierownik klubu modelarskiego „Orzeł” w Przeciszowie.
- Władysław Balon (ur. w 1898 roku w Przeciszowie, zm. w 1970 roku w Przeciszowie) - przedsiębiorca, działacz i opiekun społeczny, w czasie wojny ratował więźniów obozu w Oświęcimiu, po jej zakończeniu walczył z ustrojem komunistycznym, za co został aresztowany i fałszywie oskarżony (w czasie procesu wielokrotnie bity, ciągnięto go też na łańcuchach za samochodem) - mimo starań władzy, proces zakończył się wyrokiem uniewinniającym, gdyż wiele uratowanych osób samodzielnie stawiło się w sądzie, żeby dobrowolnie złożyć zeznania; inicjator elektryfikacji Przeciszowa i innych zmian wsi, przeciwnik PGR-ów - przekonywał rolników, żeby do nich nie przystępowali i nie oddawali swojej ziemi.
- Hubert Przytuła - filantrop i działacz polityczny z ramienia Nowej Nadziei (partii wchodzącej w skład Konfederacji). Jest parlamentarzystą Parlamentu Młodych Rzeczypospolitej Polskiej VII kadencji, w którym pełni funkcję przewodniczącego Klubu Młodzi dla Wolności. Uczestnik XXIX sesji Sejmu Dzieci i Młodzieży. Inicjator lokalnych akcji na rzecz mieszkańców.
- Urszula Daczyńska - nauczycielka i działacz społeczny, założycielka zespołu "Śpiewające Jeziora" przy Szkole Podstawowej nr 1 w Przeciszowie, laureatka Nagrody Społecznej im. Stanisława hr. Pruszyńskiego i konkursu Człowiek Roku Gazety Krakowskiej w 2007 r.[17]